# 沼津藩
沼津藩（日语：／ Numazu han */?）是日本江戶時代的一個藩，位於駿河國駿東郡，藩廳是沼津城。

## 藩史
江戶時代初期，由大久保忠佐成為了藩主。1613年因為無子孫繼承而被廢藩。而成為了駿府藩的領地。又長時間成為幕府的天領。
1777年，水野氏忠友從三河國大濱藩2萬石轉封到這裡，沼津藩再度立藩。後來先後被加封3萬石及5萬石。1868年幕府下台不久後，新政府命令廢藩，改立菊間藩。

## 歷代藩主

### 大久保家
- （慶長6年（1601年）－慶長18年（1613年））

譜代。2万石。
1. 忠佐

### 水野家
- （安永6年（1777年）-慶應4年（1868年））

譜代。2万石→3万石→5万石。
1. 忠友
2. 忠成
3. 忠義
4. 忠武
5. 忠良
6. 忠寛
7. 忠誠
8. 忠敬